# Wielowieś (gmina Pakość)
Wielowieś – wieś w Polsce, położona w województwie kujawsko-pomorskim, w powiecie inowrocławskim, w gminie Pakość.

## Podział administracyjny
W latach 1975–1998 miejscowość należała administracyjnie do województwa bydgoskiego.

## Demografia
Według Narodowego Spisu Powszechnego (III 2011 r.) wieś liczyła 385 mieszkańców. Jest czwartą co do wielkości miejscowością gminy Pakość.

## Sport
We Wielowsi działał klub piłkarski LZS Wielowieś, grający od sezonu 2002/2003 w B-klasie Kujawsko-Pomorskiego ZPN (począwszy od sezonu 2014/2015, w grupie Bydgoszcz IV). Największym osiągnięciem zespołu jest zajęcie 6. miejsca w sezonie 2004/2005 (wówczas grupa III: 22 mecze, 33 pkt, bilans: 9-6-7). Klub rozwiązano w roku 2018.
W latach 2015–2017 działała nieformalna grupa akrobatyczna Big Jump zachęcająca do aktywnego trybu życia.